# Hugo Wolfgang von Kesselstatt
Hugo Wolfgang von Kesselstatt (* 1659; † 1738) war Dompropst in Mainz, Domherr in Halberstadt und Lüttich sowie kurtrierischer Geheimrat.

## Leben

### Herkunft und Familie
Hugo Wolfgang von Kesselstatt wurde als Sohn des Johann Eberhard von Kesselstatt (1621–1673) und seiner Gemahlin Anna Maria von Orsbeck (1636–1716) geboren. Sie war eine Schwester des Trierer Fürstbischofs Johann Hugo von Orsbeck. Nach dessen Tod im Jahre 1711 erhielt Johann Eberhard vom Erbe seiner Frau große Besitztümer, kam zu großem Ansehen und vermehrte das Familienvermögen in beträchtlicher Weise. Hugo Wolfgang hatte zwölf Geschwister, darunter
- Karl Kaspar (1652–1723, Rektor der Universität Trier)
- Maria Anna Magdalena (* 1656, ⚭ Wilhelm Lotharius von Hohenfeld [* 1651])
- Maria Rosina Catharina (1661–1717, ⚭ Hugo Eberhard Boos von Waldeck [* 1654])
- Lothar Adolph Edmund (1662–1712, Dompropst und Archidiakon)
- Casimir Friedrich (1664–1729, ⚭ Anna Maria Klara von Metternich [* 1662], Eltern von Johann [1691–1730, Dompropst] und Joseph Franz [1695–1750, Diplomat und Domherr]),
- Maria Anna Elise (1666–1726, ⚭ Sebastian von Hatzfeld)
- Anna Catharina Elisabeth (1669–1703, ⚭ Carl Lothar von Walderdorff)

### Wirken
Hugo Wolfgang war Domherr in Mainz, stieg zum Domdechanten auf, bevor er hier als Dompropst tätig wurde. Er war zugleich Domherr in Halberstadt und Lüttich sowie Domkapitular im Stift St. Alban in Mainz und im Stift Bleidenstadt.